# 지자기 폭풍

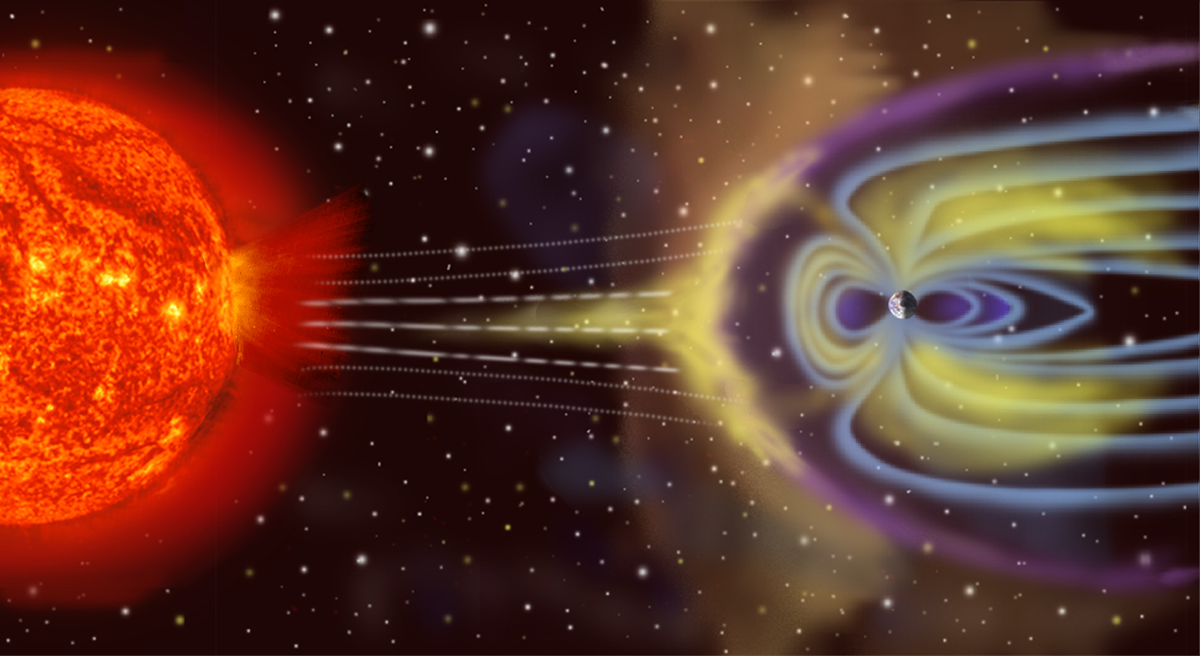
지구의 자기권과 충돌하는 태양 입자

지자기폭풍(地磁氣暴風, 영어: geomagnetic storm)은 지구 자기권의 일시적인 혼란을 가리킨다. 코로나 질량 방출, 코로나 구멍, 혹은 태양 플레어 등이 발생하고 나서 일반적으로 24 - 36 시간 후에 태양풍의 충격파가 지구 자기장을 강타하며, 지자기 폭풍을 유발한다. 이러한 현상은 충격파가 지구를 향해 다가올 경우에만 발생한다. 태양풍의 자기권에 대한 압력은 태양의 활동에 따라 증가하기도, 감소하기도 한다. 이러한 압력의 변화는 이온층에 전류 변화를 가져온다. 지자기 폭풍은 대개 24 - 48 시간 계속되지만, 때에 따라서 며칠을 지속하기도 한다.

## 행성 과정과의 상호 작용
태양풍은 태양으로부터 N또는 S의 극성을 지니고 있는 자기장을 가지고 온다. 만약 폭발적인 태양풍이 지구의 자기권과 접촉해서 이를 확대하거나, 혹은 태양풍이 남쪽 방향의 극성을 지니고 있다면, 지자기 폭풍을 예상할 수 있다. 남쪽 방향의 자기장은 태양측 지구 자기권계면의 자기 재결합을 유발하며, 자기 에너지 및 입자 에너지를 지구 자기권에 급격하게 분사한다.
지자기 폭풍 동안에, 이온층의 F2 층은 불안정해지고, 조각나며, 심지어 없어지기도 한다. 지구의 북극 및 남극 부분에서는 오로라가 관측되기도 한다.

## 지자기 폭풍의 효과

### 인간에의 방사능 피해
강렬한 태양 플레어는 핵폭발 시 약한 에너지 방출에 의해 유발되는 피해와 맞먹는 피해를 유발하는 고에너지 입자를 방출한다. 지구의 대기와 자기권은 지상의 생명체를 이러한 피해로부터 지켜 주지만, 우주비행사는 잠재적으로 방사능에 치명적인 피해를 입을 우려가 있다. 고에너지 입자가 살아있는 세포를 관통할 경우, 유전자 손상, 암, 혹은 다른 건강 관련 문제의 원인이 될 수 있다. 다량 노출될 경우 즉각 치명적이 될 수도 있다. 30 MeV 이상의 태양 양성자는 특히 해롭다. 1989년 10월, 태양은 고에너지 입자를 방출했는데, 만약 달에서 단지 우주복만을 입은 우주 비행사가 이 폭풍을 정면으로 맞았다면 거의 즉사 했을 만한 양이었다. 이 경우의 방사능 노출 예상치는 7000 rem 정도나 되었다(달 토면 아래 방공호에 피신할 시간이 있다면, 미량의 방사능에만 노출되었을 것이다). 미르 우주 정거장의 우주 비행사는 지상에서의 방사능 1년 노출치의 약 두 배에 해당하는 방사능에 매일 노출 되며, 1989년 말의 태양 폭풍 동안에는 1년치의 방사능 노출 한계를 단 몇 시간에 채울 수 있었다.
태양 양성자 사건은 고고도에서 비행하는 비행기 탑승객에 보다 많은 방사능을 노출시키기도 한다. 비록 위험성이 낮기는 하지만, 인공 위성 검출기는 이러한 태양의 현상을 감시하며 승무원 등의 방사능 노출 정도를 줄이기 위해 항로나 고도를 조정하도록 도움을 준다.

### 환경
태양은 지구 대기 순환을 야기하는 열기관이다. 비록 태양이 에너지의 원천으로 오랜 기간 가정되었지만, 근래의 태양 상수의 측정은 태양의 에너지가 11년의 태양 주기 동안 0.2%까지도 변할 수 있다는 것을 보여준다. 또한 0.5%에 이르는 일시적인 감소도 관측된 적이 있다. 대기 과학자들은 이러한 변화는 매우 중요하며, 시간이 지남에 따라 환경을 변화시킬 수 있다고 경고한다. 식물 성장은 태양의 11년 주기의 태양 흑점 및 22년 주기의 자기 주기에 따라 변한다는 것을 나이테로 증명한다.
태양 주기가 지난 300년간 거의 일정했음에도, 17세기와 18세기 사이의 70년 동안 매우 적은 수의 흑점이 관측된 시기가 있다(망원경이 널리 사용된 것에 비해). 이러한 흑점수의 감소는 유럽에서 소빙하기를 유발했으며, 태양과 환경의 관련을 보여준다. 최근, 태양의 변화와 환경과의 보다 직접적인 관련이 언급되었다. 적도 근처의 성층권 기류는 태양주기에 따라 방향이 변한다는 것이다. 이러한 기류의 변화가 어떻게 지구의 순환 방식 및 기상에 영향을 주는지에 관한 연구가 현재 진행 중이다.
양성자 사건 동안은 보다 많은 고에너지 입자가 지구의 중간 대기층에 돌입한다. 이러한 입자는 분자의 이온화를 야기하며, 대기 중의 오존을 파괴하는 화학 물질을 생성하는데, 이로 인해 더 많은 양의 해로운 태양 자외선이 지표면에 도달한다. 1982년의 태양 양성자 사건 때에는 오존 밀도가 일시적으로 70% 감소하기도 했었다.

### 생태
지자기장의 변화가 생물계에 영향을 준다는 많은 증거가 있다. 육체적으로 스트레스 받는 인간의 생태 시스템은 지자기장의 변화에 기인한다는 연구도 있다.
태양의 변화가 생물체에 미치는 영향에 관해 가장 자세히 연구된 사례는 아마도 지자기 폭풍 동안의 전서구의 비행 능력의 저하일 것이다. 비둘기 및 돌고래나 고래와 같은 다른 이주 동물은 신경 세포로 둘러싸인 자철광으로 구성된 내부 방향 기관을 가지고 있다. 비록 이것이 방향 설정을 완전히 결정하는 요인은 아닐지라도, 많은 비둘기가 임무에 실패하는데, 즉 단지 일부의 전서구만이 원래의 장소로 돌아온다는 것이다. 이러한 실패가 지자기 폭풍 때 발생하므로, 비둘기 관리사는 지자기 경보 및 경고를 수용하는 방법을 배운다.

### 혼란이 야기되는 시스템

#### 통신
많은 통신 시스템은 무선 신호를 이온층에 반사시킴으로써 원거리 통신을 한다. 이온층 폭풍은 모든 고도에서의 무선 통신에 영향을 미칠 수 있다. 일부 무선 주파수는 흡수되며 일부는 반사되는데, 이는 신호에 기복을 주며, 예측하지 못할 진로를 가지게 한다. 텔레비전나 라디오 방송은 비교적 태양 활동에 영향을 받지 않지만, 지상-공중, 배-해안, 아마추어 무선 등은 자주 혼란이 야기된다. 고주파 무선 사용자는 통신 연결을 유지하기 위해 태양 및 지자기 경보를 참고해야 한다.
일부 군사 탐지 및 조기 경보 시스템 역시 태양 활동에 영향을 받는다. 가시거리 외 레이다는 원거리의 비행기 및 미사일을 감시하기 위해 이온층에 신호를 반사시킨다. 지자기 폭풍 동안 이 시스템은 무선 혼란에 심하게 방해를 받는다. 일부 잠수함 탐지 시스템은 위치 추적 기술로 잠수함의 자기적 서명을 사용한다. 지자기 폭풍은 이러한 자기 신호를 왜곡한다.
미국 연방 항공청은 일상적으로 태양 폭발의 경보를 수신해서 통신 문제를 인지하고 불필요한 유지 보수를 없애고 있다. 항공기와 지상 통신 기지가 태양과 일렬로 놓인다면 무선 주파수 전파 방해가 발생할 수 있다. 이는 지구와 인공 위성 그리고 태양이 일렬일 때에도 마찬가지로 발생할 수 있다.
과거의 전보 통신선 역시 지자기 폭풍에 영향을 받았다. 전보는 데이터 전송을 위해 수 마일 이상의 긴 전선을 사용했다. 긴 전선을 사용하는 전보는 고리 전류에 의해 발생하는 파동에 쉽게 영향을 받는 구조였다. 지자기 폭풍에 의해 유도되는 전류/전압은 전지의 극성과 반대일 경우 원래 신호를 감소시키며, 전지의 극성과 동일할 경우는 신호를 너무 증폭해 버리기도 했다. 후자의 경우, 일부 통신원은 전지를 분리해서 대신 유도 전류를 전력원으로 사용하도록 교육 받기도 했다. 극단적인 경우에, 유도 전류는 너무 강해서, 수신측의 코일이 타 버리기도 했으며, 통신원은 전기 충격을 받기도 했다. 지자기 폭풍은 해저 케이블을 포함하는 장거리 전화선에도 영향을 미친다.

#### 항법 시스템
GPS, LORAN, 오메가 항법 시스템은 태양 활동이 신호 진행을 방해할 때 영향을 받는다. 오메가 시스템은 전 세계에 걸쳐 8 개의 송신기를 가지고 있다. 비행기나 배는 자신의 위치를 판단하기 위해 이 송신기에서 발신하는 극저주파 신호를 수신한다. 태양 활동이나 지자기 폭풍 동안, 시스템은 수 마일 이상 차이 나는 부정확한 항법 정보를 제공한다. 항해사가 양성자 사건이나 지자기 폭풍이 진행 중이라는 경고를 받으면, 백업 시스템으로 변경한다.
GPS 신호는 태양 활동이 이온층의 밀도에 갑작스러운 변화가 생길 경우 GPS 신호가 발광하며 영향을 받는다. 이온층 교란 동안의 GPS 신호의 발광 현상은 이온층 변화 실험을 통해 HAARP에서 연구되었다. 또한 페루의 미국 과학 재단 적도 이온층 관측소에서도 연구되었다.

#### 인공 위성
지자기 폭풍 및 증가된 태양 자외선 방출은 지구의 상부 대기를 가열하며, 팽창하도록 한다. 가열된 공기는 올라가며, 1000 km 정도 고도의 인공 위성 궤도의 밀도가 급격히 상승한다. 이는 인공 위성이 마찰력을 받도록 하며, 속도가 떨어지고, 궤도를 수정하게 한다. 저궤도 위성이 정기적으로 고고도로 올라가지 않는다면, 천천히 떨어지며, 언젠가는 지구 대기에 부딪혀 산화하고 말 것이다.
Skylab은 예상보다 높은 태양 활동의 결과로 너무 빨리 지구 대기로 재돌입한 예이다. 1989년 3월의 거대한 지자기 폭풍 동안, 미국 해군의 항법 위성 중 4개가 일주일 사이에 작동하지 않게 되었다. 또한 Solar Maximum Mission 위성 역시 같은 해 12월 Skylab과 같은 운명에 처해졌다.
인공 위성의 취약성은 위치에도 영향을 받는다. 남대서양의 SAA 지역은 위성이 지나가기에 매우 위험하다.
기술의 발전으로 말미암아 많은 기기들이 더 작아졌지만, 이러한 소형화 기기는 강한 태양 입자에 더욱 위험하다. 고에너지 입자는 마이크로칩에 물리적인 피해를 야기하며, 위성 내부 컴퓨터의 명령어를 변경할 수도 있다.

##### 차등 충전
인공 위성 동작을 저해하는 다른 문제는 차등 충전이다. 지자기 폭풍 동안, 전자와 이온의 수와 에너지가 증가한다. 인공 위성이 이러한 고에너지 환경을 통과할 때, 인공 위성에 부딪히는 하전 입자는 위성체의 각 부분을 다른 전압으로 충전시킨다. 결국 위성체 부품 간에 전기 아크(방전)가 발생하고, 고장이 나게 된다.

##### 대량 충전
대량 충전(Bulk Charging) 혹은 과충전(Deep Charging)은 입자, 주로 전자가 위성체의 외곽부를 뚫고 들어와 내부 기기에 전하를 충전시킬때 발생한다. 어떤 부품에 충분한 양의 전하가 모이면, 다른 부품에 방전을 시키게 된다. 이러한 방전은 잠재적으로 위성의 전자 시스템에 해를 끼친다.

#### 지질 탐사
지질학자들은 지구 자기장을 이용하여 지하의 암석 구조를 파악한다. 측지 탐사가는 석유, 가스, 광물을 탐색하는데, 이러한 탐색은 지자기가 조용할 때, 그래서 원래의 자기 구조가 드러날 때 가능해진다. 일부 탐사가는 지자기 폭풍 동안 작업하는데, 지저 전류가 변하는 모양을 이용해 지하 석유나 광물을 파악하는 것이다. 이러한 이유로, 많은 탐사가들은 지자기 폭풍 경보를 이용해서 활동을 계획한다.

#### 전력
자기장이 전선과 같은 도체 근처에서 변하게 되면, 도체 내부에 전류가 유도된다. 지자기 폭풍 때에는 이러한 유도 현상이 대규모로 발생한다(위에서 언급한 전보 및 전화선에의 영향과 동일하다). 전력 공급업체는 긴 송신선을 통해 교류 전류를 소비자에게 공급한다. 하지만 지자기 폭풍 때 전선에 유도되는 직류에 가까운 전류는 송전 장비, 특히 변압기에 해가 된다. 변압기의 코일을 가열하며, 코어 부분에 포화를 유발하는데, 여러 보호 회로에도 불구하고 성능을 저하시킨다. 1989년 3월 13일 캐나다 퀘벡주의 6백만 주민은 거대한 지자기 폭풍의 결과로 인해 9시간 동안 전력 공급을 중단당했다. 미국 동북부 및 스웨덴 일부 지방 역시 정전이 발생했다. 지자기 폭풍 경보 및 경고를 받아들임으로, 전력 업체는 피해 및 정전을 최소화할 수 있다.

#### 수송관
빠르게 변화하는 지구 자기장은 전자기 유도를 통해 수송관에도 전류를 유도한다. 이 동안, 수송관 기술자에게 많은 문제가 발생한다. 수송관 내부의 유량계는 잘못된 유량 정보를 전달하고, 수송관의 부식률이 급격히 상승한다. 만약 지자기 폭풍 동안 기술자들이 무심결에 유량을 맞추려고 시도한다면, 부식률은 더욱 더 상승한다. 수송관 관리자는 정기적으로 지자기 폭풍 경보를 수신해서 보다 오랜 기간, 보다 효율적으로 수송관을 유지하도록 노력한다.

## 같이 보기
- 에이스 위성
- 전자기 펄스
- 마그네타
- 태양 및 태양권 관측위성
- STEREO
- 밴 앨런 프루브